# Karl Schmedes
Karl Hermann Adolf Schmedes (ur. 14 listopada 1908 w Dortmundzie, zm. 31 maja 1981 tamże) – niemiecki bokser kategorii lekkiej, medalista Mistrzostw Europy.
Startując w Mistrzostwach Europy w Budapeszcie 1934 roku, wywalczył brązowy medal.
Uczestnik Igrzysk Olimpijskich w Berlinie 1936 roku.
Mistrz Niemiec wagi lekkiej w latach 1933–1936 oraz wicemistrz kraju w 1941.
W latach 1946–1947 stoczył 17 walk zawodowych, z czego 8 wygrał, 3 zremisował i 6 przegrał.